# Lepyrodia hermaphrodita
Lepyrodia hermaphrodita là một loài thực vật có hoa trong họ Restionaceae. Loài này được R.Br. mô tả khoa học đầu tiên năm 1810.